# Brightburn: Son of Darkness
Brightburn: Son of Darkness (Originaltitel Brightburn) ist ein US-amerikanischer Superhelden-Horrorfilm mit Splatterelementen des Produzenten James Gunn aus dem Jahr 2019.
Mit Erzählen der Geschichte des Außerirdischen Brandon Breyer in Gestalt eines gewöhnlichen 12-jährigen Jungen, der das Böse verkörpert, stellt der Film ein krasses Gegenstück zu den bis ins Jahr 2019 über die Maßen geboomten Superheldenfilmen dar.
Während der Protagonist das Stadium der Frühpubertät erreicht, entdeckt er gleichzeitig das Erwachen seiner Superkräfte, die er zunächst nicht kontrollieren kann und die ihn verängstigen. Seine Zieheltern versuchen zwar alles, um ihn weiterhin mit Liebe zu erziehen, werden aber selbst derart verängstigt, dass ihre Versuche, ihn zu bändigen, zu schrecklichen Reaktionen Brandons führen, die wiederum in ungeheuer brutalen Morden und riesigen Zerstörungen gipfeln.

## Handlung
Die kinderlosen Landwirte Kyle und Tori Breyer wollen an einem lauen Abend wieder einmal ein Kind zeugen. Gestört werden sie dabei von einer Raumkapsel, die auf ihrer Farm einschlägt. Darauf folgen Baby- und Kinderaufnahmen des kleinen Brandon Breyer, den Kyle und Tori bei der Kapsel fanden und seither aufziehen.
Bei Einsetzen der Haupthandlung ist der inzwischen zwölfjährige Brandon ein hochbegabter Schüler. Immer wieder zeichnet er ein Symbol, eine vertikal durchgestrichene Doppelraute.
Eines Nachts aktiviert sich die von Kyle und Tori in der Scheune versteckte Raumkapsel. Sie leuchtet rot auf und gibt über Radiowellen sprachähnliche Laute von sich. Davon wird Brandon im Schlaf stark durchgeschüttelt, bis er schließlich aufsteht. Er springt aus dem Obergeschoss und läuft mit übermenschlicher Geschwindigkeit in den Schuppen. Als Tori ihn dort findet, rüttelt er wie besessen an der Falltür, unter der sich die Kapsel befindet. Tori kann ihn aus diesem Trance-Zustand wecken und Brandon ist sehr verängstigt. Als Tori Brandon wieder ins Bett bringt, bleibt die Raumkapsel noch aktiv, doch Brandon wird zunächst nicht mehr davon beeinflusst. Als Kyle von Tori wissen möchte, was passiert ist, verschweigt sie ihm, dass Brandon zu der Raumkapsel gewandelt ist.
Am nächsten Tag soll Brandon den Rasen mähen. Als der Rasenmäher nicht anspringt, zieht er nach mehreren frustrierenden Versuchen so fest am Anlasserseil, dass der schwere Rasenmäher über 100 Meter weit weggeschleudert wird. Anschließend hält er aus Neugier seine Hand in die laufende Rasenmäherklinge. Die Klinge ist daraufhin stark deformiert und Brandon wird sich dieser Kraft bewusst. Auch auf Brandons 12. Geburtstag werden seine Kräfte sichtbar, als alle Videospiele in einem Restaurant ausfallen, als Brandon dort auf den Tisch schlägt. Zudem wird deutlich, dass seine Persönlichkeit eine gefährliche Seite bekommt, als er seinem Adoptivvater droht, er solle ihm unbedingt das Gewehr geben, das ihm sein Onkel gerade geschenkt hat. Um diese Probleme in den Griff zu bekommen, wollen Kyle und Tori einen Ausflug mit Brandon machen. Doch bereits beim Frühstück vor der Abfahrt macht Brandon die nächste beängstigende Erfahrung, als er durch bloßes Herumkauen auf seiner Gabel deren Zacken verbiegt. Auch dabei ist er nicht ansprechbar und reagiert erst, als ihm die Gabel aus dem Mund gezogen wird. Wieder ist er verängstigt. Schließlich findet Tori unter Brandons Matratze neben einigen Bikinifotos auch noch mehrere Buchseiten mit Illustrationen von menschlichen Innereien, was ihr und Kyle schwer zu denken gibt.
Bei dem Jagdausflug sucht Kyle zunächst das Gespräch mit Brandon, indem er ihn über Sexualität aufklärt und ihn ermutigt, ruhig einmal seinen Gefühlen zu folgen, wenn er ein Mädchen sympathisch findet. Als Brandon das in der folgenden Nacht befolgt, versetzt er seine Klassenkameradin Caitlyn damit in Panik, als er in ihrem Fenster hinter dem Vorhang steht. Erinnern kann er sich allerdings danach offenbar an nichts mehr.

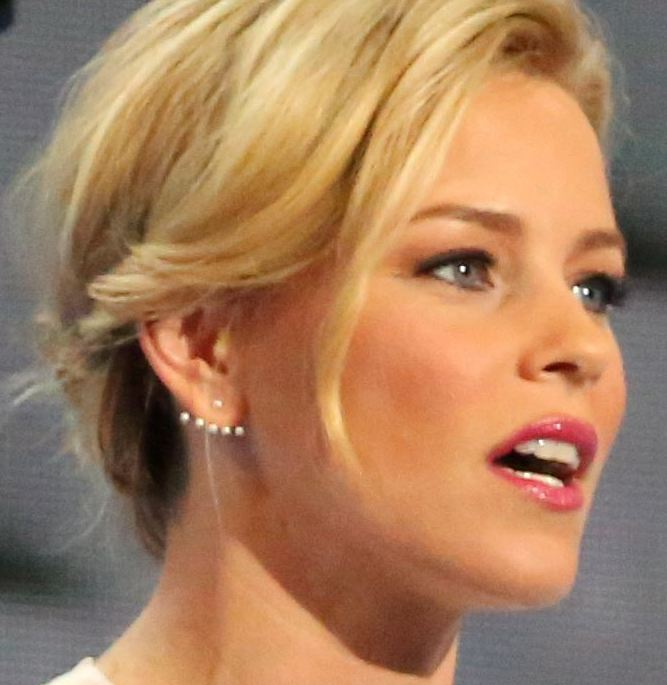
Elizabeth Banks spielt die Adoptivmutter Tori Breyer

In der folgenden Nacht geht Kyle mit geladenem Gewehr in den Hühnerstall, da die Hühner scheinbar von einem Wolf beunruhigt werden. Tatsächlich ist es aber Brandon, der wie unter Hypnose vor dem Hühnerstall steht, was die Hühner stark beunruhigt. Kyle holt ihn ins Haus, doch Brandon schlachtet später in der Nacht sämtliche Hühner ab. Als Kyle das Tori erklären möchte, beharrt sie darauf, dass es der Wolf gewesen sei, obwohl die Tür zum Hühnerstall geöffnet wurde.
Am nächsten Tag gibt es eine Klassenübung im Sportunterricht, bei der die Schüler der Reihe nach von den anderen beim Rückwärtsfallen aufgefangen werden. Caitlyn lässt dabei Brandon stürzen, da sie ihn als Perversen wahrnimmt und nicht anfassen will. Als sie auf Anordnung des Lehrers dann doch Brandon hoch hilft, bricht er ihr aus Bosheit mehrfach die Hand. In der folgenden Nacht spricht die Raumkapsel wieder zu Brandon und sagt in seiner außerirdischen Sprache „nimm es“. Daraufhin wandelt Brandon wieder zu der Falltür im Schuppen und öffnet sie. Die Raumkapsel ergreift nun völlig Besitz von Brandon und spricht durch ihn. Dabei schwebt Brandon durch die außerirdischen Kräfte bereits in der Luft. Als Tori zu ihm hinläuft, wird die Kapsel schlagartig inaktiv und Brandon stürzt durch die offene Falltür, wobei er sich schwer die Hand schneidet. Tori klärt ihn darüber auf, dass er in Wirklichkeit ein Außerirdischer ist. Dass ihm seine Adoptiveltern die Wahrheit über seine Herkunft verschwiegen haben, verkraftet Brandon nicht. Ab jetzt kennt er nur noch eins: Die Welt nehmen, wie es ihm die Kapsel jetzt wieder einredet.
Zunächst überbringt er Caitlyn ein Blumenpräsent, aber deren Mutter hat ihr den Kontakt mit ihm verboten. Er sucht ihre Mutter in dem Imbiss auf, in dem sie gerade alles saubermacht, um den Laden zu schließen. Bevor sich Brandon zeigt, schmiert er auf alle Fenster sein Symbol mit den Doppelrauten, um sie in Angst zu versetzen. Dann stören seine Kräfte immer wieder die Stromversorgung und lassen die Neonröhren flackern. Als sich Erika (Caitlyns Mutter) das ansieht, kommt es zu einer Überspannung und die Röhren platzen, was dazu führt, dass ein Glassplitter in Erikas linkem Auge genau in der Pupille stecken bleibt und das Auge ausläuft. Erika kann den Splitter herausziehen, aber das Blut läuft weiter aus ihrem Auge und auch die anderen Neonröhren hören nicht auf zu flackern. Halb erblindet schlägt Erika mit einem Baseballschläger nach Brandon, der sie mit übermenschlicher Geschwindigkeit umkreist. Schließlich flieht sie vor ihm in die Vorratskammer, doch Brandon kann die Stahltür mit Laserstrahlen aus seinen Augen aufschweißen. Erika kann gerade noch erkennen, dass Brandon eine rote Maske mit etwas wie einem Rüssel in der Mitte trägt, da springt er sie an, tötet sie und beseitigt ihre Leiche.
Am nächsten Morgen hat Brandon ein Gespräch mit seiner Tante in ihrer Rolle als Vertrauenslehrerin, die ihn dazu bringen will, Reuegefühle zu entwickeln. Spät am Abend beginnt auch bei ihr das Licht zu flackern. Ihre Alarmanlage springt kurz an und dann klopft Brandon heftig an ihre Haustür. Er erklärt ihr, sie dürfe auf keinen Fall mit dem Sheriff über ihn reden. Sie schickt ihn nach Hause, doch Brandon schleicht sich unbemerkt ins Haus. Sein Onkel kommt ebenfalls nach Hause und erwischt Brandon mit seiner roten Maske. Wütend auf Brandon will er ihn nach Hause bringen. Als er Brandon packt, um ihn ins Auto zu zerren, machen sich Brandons Kräfte erneut bemerkbar und schleudern seinen Onkel gegen die Garage, während gleichzeitig die Außenbeleuchtung ausfällt. Der verängstigte Onkel versucht im Auto zu fliehen, doch Brandon holt ihn ein und deaktiviert das Fahrzeug. Brandon hebt das Auto an, steigt damit in die Höhe und lässt es dann senkrecht in die Tiefe stürzen. Sein Onkel erliegt seinen schweren Verletzungen. Mit seinem Blut zeichnet Brandon sein Symbol auf den Asphalt.
Als Brandon später nach Hause kommt, belügt er seine Adoptiveltern und verliert dadurch endgültig Kyles Vertrauen. Als dieser Brandon am nächsten Morgen zur Rede stellt, wird er von ihm durch die Küche geschleudert. Nach heftigen Diskussionen mit Tori plant Kyle einen weiteren Jagdausflug, um Brandon zu töten. Der Sheriff besucht Tori und zeigt ihr das an den Tatorten gefundene Symbol, das wie „BB“ aussehe und für „Brandon Breyer“ stehen könnte. Als Tori dieses Symbol überall in Brandons Ringbüchern findet, erkennt auch sie allmählich die Wahrheit. Auf der Jagd schießt Kyle auf Brandons Hinterkopf, aber das Geschoss scheint abzuprallen. Brandon tötet Kyle, indem er ihm mit seinen Laserstrahlen die Augen und dann das Gehirn wegbrennt. Zuhause beginnt Brandon mit der Zerstörung seines Elternhauses, in dem Tori sich befindet. Der von ihr alarmierte Sheriff und dessen Mitarbeiterin werden von Brandon getötet. Tori erinnert sich daran, dass Brandon sich an dem Material der Raumkapsel geschnitten hatte. Sie entfernt ein scharfes Stück der Kapsel, um es als Klinge gegen Brandon zu benutzen. Brandon allerdings zeigt sich ihr friedlich, und sie umarmen sich. Als sie aber zum Stich mit der Raumkapsel-Klinge ansetzt, durchschaut Brandon ihren Plan und fliegt mit ihr in große Höhe, um sie schließlich in den Tod stürzen zu lassen. Ein Passagierflugzeug rast auf ihn zu. In der anschließenden Szene sieht man die Flugzeugtrümmer am Haus der Breyers. Brandon sitzt unverletzt und ungerührt auf der Hecktrittstufe eines Krankenwagens und isst einen Keks.
Im Abspann sieht man weitere Katastrophen, die auf den fliegenden Brightburn zurückzuführen sind.

## Veröffentlichung und Synchronisation
| Figur            | Darsteller            | Deutscher Sprecher |
| ---------------- | --------------------- | ------------------ |
| Tori Breyer      | Elizabeth Banks       | Cathlen Gawlich    |
| Kyle Breyer      | David Denman          | Sascha Rotermund   |
| Brandon Breyer   | Jackson A. Dunn       | Oskar Hansch       |
| Caitlyn          | Emmie Hunter          | Valentina Bonalana |
| Deputy Aryes     | Annie Humphrey        | Claudia Gáldy      |
| EJ               | Steve Agee            | Michael Iwannek    |
| Erika            | Becky Wahlstrom       | Ann Vielhaben      |
| Merilee McNichol | Meredith Hagner       | Marieke Oeffinger  |
| Ms. Espenschied  | Jennifer Holland      | Bianca Krahl       |
| Noah McNichol    | Matt L. Jones         | Nico Sablik        |
| Reporter         | Mike Dunston          | Kim Hasper         |
| Sheriff Deever   | Gregory Alan Williams | Erich Räuker       |
| Sportlehrer      | Terence Rosemore      | Bernd Egger        |
| Travis           | Stephen Blackehart    | Asad Schwarz       |

Es war geplant, den Film auf der San Diego Comic-Con 2018 im Juli anzukündigen, aber das wurde in letzter Minute nach James Gunns Rausschmiss aus den Walt Disney Studios und Marvel Studios eingestellt, nur damit sich Disney und Marvel neun Monate später mit Gunn wieder versöhnen konnten. Am 8. Dezember 2018 wurde der erste Trailer für Brightburn: Son of Darkness online herausgegeben.
Die deutschsprachige Synchronisation entstand unter der Dialogregie von Kim Hasper durch die Synchronfirma Berliner Synchron GmbH – Wenzel Lüdecke in Berlin.
Der Film wurde am 24. Mai 2019 in den USA und am 20. Juni 2019 in den deutschen Kinos veröffentlicht. Mit einem Einspielergebnis von rund 33 Millionen Dollar bei einem Budget von 6 Millionen war der Film ein finanzieller Erfolg.

## Rezeption
Brightburn erhielt ein verhaltenes Presseecho, was sich auch in den Auswertungen US-amerikanischer Aggregatoren widerspiegelt. So erfasst Rotten Tomatoes ähnlich viele wohlwollende wie kritische Besprechungen und ordnet den Film dementsprechend als „Gammelig“ ein. Laut Metacritic fallen die Bewertungen im Mittel „Durchwachsen oder Durchschnittlich“ aus.
Christoph Petersen von Filmstarts betont, dass einerseits viel mehr als ein Slasher-Film der 80er nicht zu erwarten sei, andererseits gehe der Film stellenweise unter die Haut.

„Die spektakulärste Sequenz des Films zeigt dann auch nicht etwa Brandons Superkräfte, sondern in ausgiebiger Nahaufnahme, wie sich eine Kellnerin einen Glassplitter aus dem Augapfel zieht, inklusive allerlei Flüssigkeiten, die im selben Moment mit herausquellen und -spritzen. Würde die Szene tatsächlich aus einem 80er-B-Movie stammen, wäre sie heutzutage wahrscheinlich Kult. Zumindest tut sie schon beim Zuschauen so richtig schön weh.“

„Brightburn kreiert einen Horrorfilm mit Slasher-Motiven und einem Bösewicht mit Superhelden-Fähigkeiten, der gerade erst entdeckt, dass es Spaß macht zu töten. So simpel die Idee auch ist, sie wirkt erfrischend und weil das so schön böse umgesetzt wurde, macht das Schauen tatsächlich viel Spaß.“

„Die einfallslose Mischung aus Superhelden- und Horrorfilm erschöpft sich in plumpen Oberflächenreizen und reichert die dünne Story mit simplen Schocks und Brutalität an. Die Beantwortung aller interessanten Fragen wird auf eine eventuelle Fortsetzung verschoben.“

Der Film wurde bei den folgenden Auszeichnungen bedacht:
- Nominierung Bester Horror Golden Trailer Awards 2019 (Golden Trailer)
- Nominierung Mommie Dearest Worst Screen (Elizabeth Banks) Women Film Critics Circle Awards 2019
- Nominierung Mom of the Year Award (Elizabeth Banks) Women Film Critics Circle Awards 2019
- Canopus Award Vega Digital Awards 2020